# Brunei na Letnich Igrzyskach Olimpijskich 2016
Brunei na Letnich Igrzyskach Olimpijskich 2016 w Rio de Janeiro reprezentowało troje zawodników. Był to piąty start reprezentacji Brunei na letnich igrzyskach olimpijskich.

## Skład reprezentacji

### Badminton
Mężczyźni
| Zawodnik            | Konkurencja    | Faza grupowa                               | Faza grupowa | 1/8 finału       | Ćwierćfinał      | Półfinał         | FinałBM          | Pozycja |
| Zawodnik            | Konkurencja    | Przeciwnicy Wynik                          | Pozycja      | Przeciwnik Wynik | Przeciwnik Wynik | Przeciwnik Wynik | Przeciwnik Wynik | Pozycja |
| ------------------- | -------------- | ------------------------------------------ | ------------ | ---------------- | ---------------- | ---------------- | ---------------- | ------- |
| Jaspar Yu Woon Chai | gra pojedyncza | Hu P (16-21, 15-21) Abián P (12-21, 10-21) | 3.           | NQ               | NQ               | NQ               | NQ               | NQ      |

### Lekkoatletyka
Mężczyźni
| Zawodnik              | Konkurencja            | Eliminacje | Eliminacje | Ćwierćfinał | Ćwierćfinał | Półfinał | Półfinał | Finał    | Finał   |
| Zawodnik              | Konkurencja            | Rezultat   | Pozycja    | Rezultat    | Pozycja     | Rezultat | Pozycja  | Rezultat | Pozycja |
| --------------------- | ---------------------- | ---------- | ---------- | ----------- | ----------- | -------- | -------- | -------- | ------- |
| Mohamed Fakhri Ismail | Bieg na 100 m mężczyzn | 10,92      | 3.         | 10,95       | 9.          | NQ       | NQ       | NQ       | NQ      |

Kobiety
| Zawodniczka          | Konkurencja   | Eliminacje | Eliminacje | Półfinał | Półfinał | Finał    | Finał   |
| Zawodniczka          | Konkurencja   | Rezultat   | Pozycja    | Rezultat | Pozycja  | Rezultat | Pozycja |
| -------------------- | ------------- | ---------- | ---------- | -------- | -------- | -------- | ------- |
| Maizurah Abdul Rahim | Bieg na 200 m | 28,02      | 8.         | NQ       | NQ       | NQ       | NQ      |